# LAG Nr. 11 und 12
LAG Nr. 11 und 12 waren zwei Tenderlokomotiven der Lokalbahn Aktien-Gesellschaft (LAG), die für die 1889 eröffnete Strecke Murnau–Garmisch-Partenkirchen beschafft wurden. Die Lokomotiven wurden von Krauss in München mit den Fabriknummern 2009 und 2011 gefertigt.
Ursprünglich wurden die Lokomotive Nr. 2009 von Baron von Schwan und Nr. 2011 von der Steinamanger-Pinkafelder Lokalbahn AG bestellt, 1889 jedoch von der LAG übernommen. Der Kaufpreis betrug 23.151 Mark je Lokomotive.
Als 1908 die Königlich Bayerischen Staatseisenbahnen die Strecke kauften, verblieben die beiden Lokomotiven zunächst bei der LAG und wurden nach Füssen an die Bahnstrecke Marktoberdorf–Füssen umbeheimatet. Als genügend andere leistungsfähige Lokomotiven zur Verfügung standen, wurden sie 1920 verkauft.